# ブリット・マキリップ
ブリット・アナリサ・マッキリップ (Britt Analisa McKillip, 1991年1月18日 -) は、カナダの女優と歌手。

## 出演作品
- マイリトルポニー〜トモダチは魔法〜 - プリンセスケイデンス
- レゴ ニンジャゴー - ハルミ姫